# Logica algebrica
la logica algebrica si concentra sull'identificazione e descrizione algebrica di modelli adatti allo studio di varie logiche (sotto forma di classi di algebre che costituiscono la semantica algebrica di questi sistemi deduttivi) e problemi connessi come la rappresentazione e la dualità. 
La logica algebrica può essere divisa in due parti principali. La parte I studia le algebre che sono rilevanti per la logica, ad es. algebre ottenute dalla logica (in un modo o nell'altro). Poiché la Parte I studia l'algebra, i suoi metodi sono, fondamentalmente, algebrici. La Parte II si occupa dello studio e della costruzione del ponte tra l'algebra e la logica e si occupa della metodologia per risolvere i problemi logici (i) traducendoli in algebra (il processo di algebraizzazione), (ii) risolvendo il problema algebrico (questo in realtà appartiene alla Parte I), e (iii) ricondurre il risultato in logica.
La logica algebrica tratta le strutture algebriche, come modelli di determinate logiche, rendendo la logica una branca della teoria dell'ordine.